# Кшиж Вјелкополски
Кшиж Вјелкополски (пољ. Krzyż Wielkopolski) град је у Пољској у Војводству великопољском. По подацима из 2012. године број становника у месту је био 6180.

## Становништво
| 2012. |
| ----- |
| 6.180 |

## Партнерски градови
- Бредштет